# Anolis euskalerriari
Anolis euskalerriari är en ödleart som beskrevs av  Barros WILLIAMS och VILORIA 1996. Anolis euskalerriari ingår i släktet anolisar, och familjen Polychrotidae. Inga underarter finns listade i Catalogue of Life.